# Bourigeole
Bourigeole är en kommun i departementet Aude i regionen Occitanien  i södra Frankrike. Kommunen ligger  i kantonen Limoux som ligger i arrondissementet Limoux. År 2022 hade Bourigeole 55 invånare.

## Befolkningsutveckling
Antalet invånare i kommunen Bourigeole
Referens: INSEE